# 許受衡
許受衡（?—?），字玑楼，清朝政治人物。江西龙南县人。进士出身。
光緒十九年（1893年）癸巳恩科江西鄉試第一名舉人。光绪二十一年（1895年），登进士，同年五月，以主事分部学习；授官刑部主事，历任大理寺少卿。工詩，《晚晴簃诗汇》收其詩作二首。

### 書目
- （清）法式善等，《清秘述聞三種》，中華書局，清代史料筆記叢刊，ISBN：ISBN 7101017428。
- （民国）徐世昌，《晚晴簃诗汇》